# Храм Рождества Пресвятой Богородицы (Короча)
Храм Рождества Пресвятой Богородицы — православный храм в городе Короча Белгородской области. Является памятником архитектуры регионального значения.

## История
Строительство храма Рождества Пресвятой Богородицы началось в 1873 году. Он возводился на месте, где прежде располагались два предшествующих ему храма (деревянный имени Архистратига Михаила, по преданию сгоревший после удара молнии, и каменный в честь Рождества Богородицы, построенный по указу Петра I после победы в Полтавской битве). К 1883 году был построен пятипрестольный храм; приделы освящены в честь Покрова Пресвятой Богородицы, Преображения Господня, во имя Святителя Николая, Архистратига Михаила, центральный престол Рождества Пресвятой Богородицы.
В 1908 году в приходе было 1284 прихожанина, двухклассная церковно-приходская и женская церковно-приходская школы.
С приходом советской власти алтарная часть храма была занята под складское помещение. Храм был перегорожен стеной. Верующие продолжали богослужения в оставшейся им части здания.